# 黄葛树

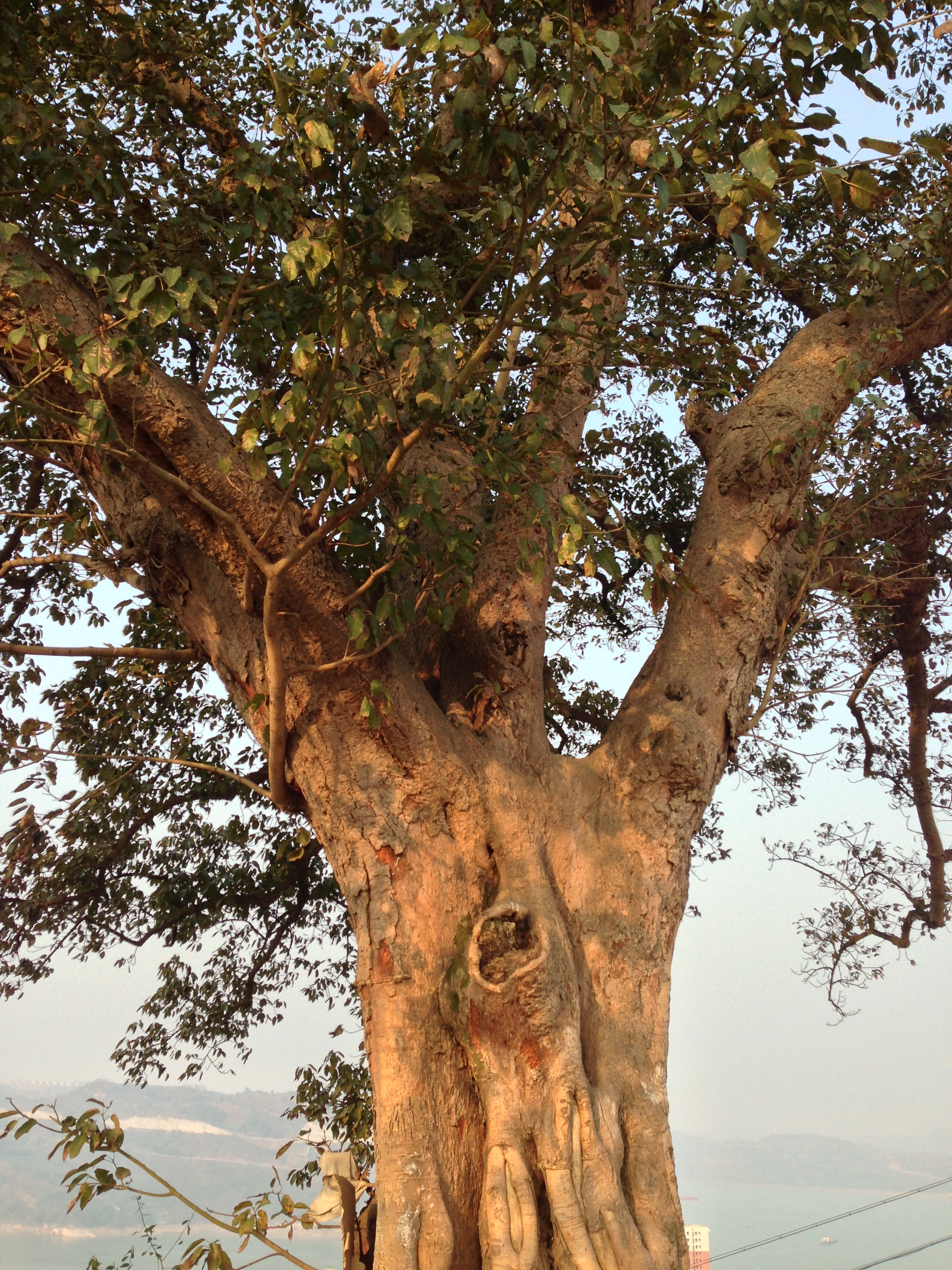
大的黄葛树树干

黄葛树（学名：Ficus virens），又名马尾榕、大葉榕，也被误作为黄桷树。为桑科榕属落叶乔木，得名于树根和“葛藤”相似。黄葛树原产于中国华南和西南地区，以重庆、四川、湖北等地最多。原变种为绿黄葛树（F. v. var. virens），大葉榕也為其变种。
北魏《水经注》载：“江水又东经黄葛峡。”宋《图经》云：“涂山之足，有黄葛树，其下有黄葛渡。”重庆至今仍有黄桷垭、黄葛坪等地名。1986年，黄葛树正式成为重庆市市树。
因黄葛树与菩提树形态相似，在中亚热带地区的寺庙中常种植黄葛树，作为菩提树的替代树种，以表达佛教的觉悟之意。